# Liste der Kulturdenkmale in Bernsdorf (Landkreis Zwickau)

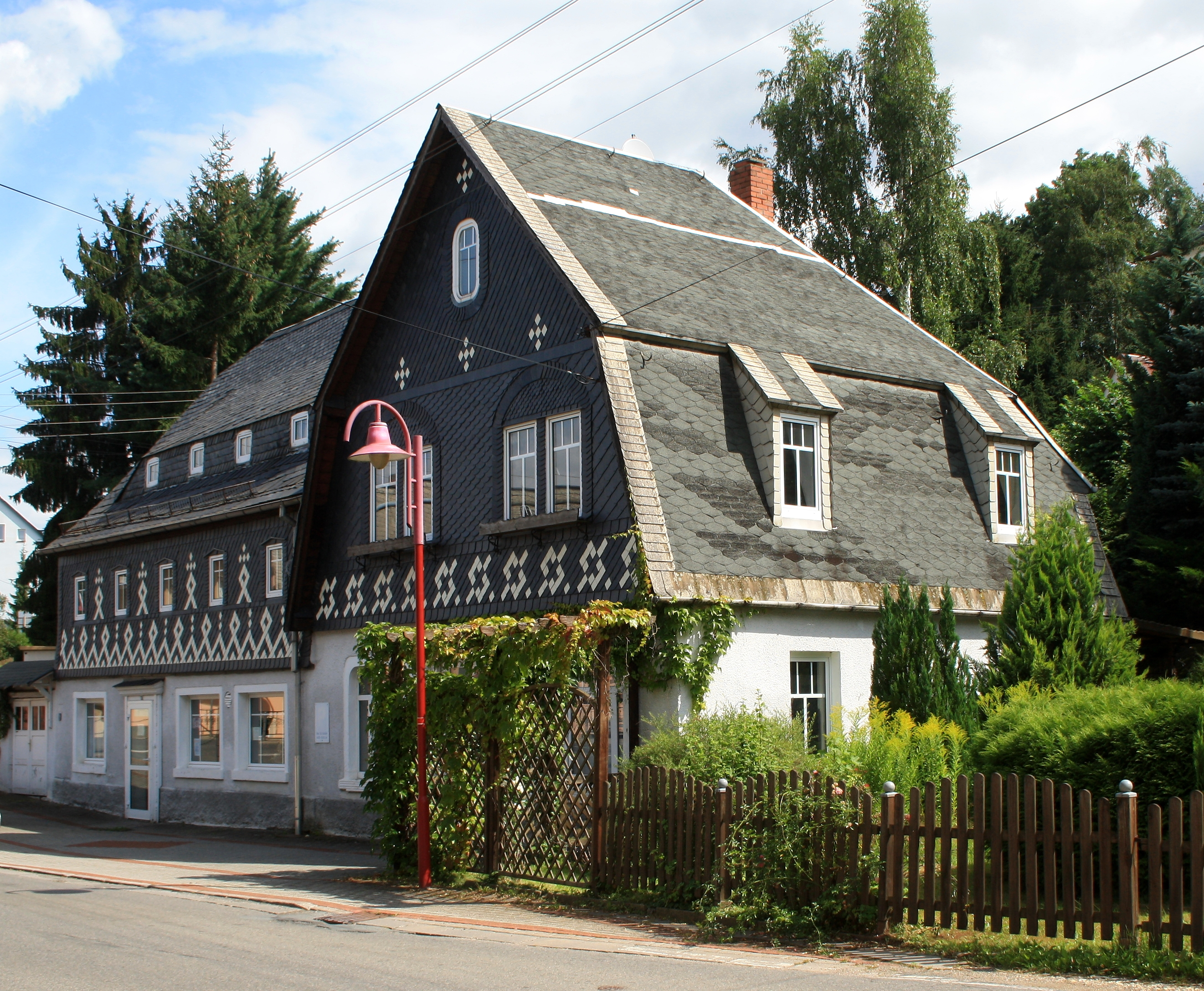
Wohnhaus in Bernsdorf

Die Liste der Kulturdenkmale in Bernsdorf enthält die Kulturdenkmale der im Erzgebirgsvorland liegenden Gemeinde Bernsdorf im Landkreis Zwickau, sortiert für ihre Ortsteile Bernsdorf, Hermsdorf und Rüsdorf.
Diese Liste ist eine Teilliste der Liste der Kulturdenkmale in Sachsen.

## Legende
- Bild: Bild des Kulturdenkmals, ggf. zusätzlich mit einem Link zu weiteren Fotos des Kulturdenkmals im Medienarchiv Wikimedia Commons. Wenn man auf das Kamerasymbol klickt, können Fotos zu Kulturdenkmalen aus dieser Liste hochgeladen werden:
- Bezeichnung: Denkmalgeschützte Objekte und ggf. Bauwerksname des Kulturdenkmals
- Lage: Straßenname und Hausnummer oder Flurstücknummer des Kulturdenkmals. Die Grundsortierung der Liste erfolgt nach dieser Adresse. Der Link (Karte) führt zu verschiedenen Kartendiensten mit der Position des Kulturdenkmals. Fehlt dieser Link, wurden die Koordinaten noch nicht eingetragen. Sind diese bekannt, können sie über ein Tool mit einer Kartenansicht einfach nachgetragen werden. In dieser Kartenansicht sind Kulturdenkmale ohne Koordinaten mit einem roten bzw. orangen Marker dargestellt und können durch Verschieben auf die richtige Position in der Karte mit Koordinaten versehen werden. Kulturdenkmale ohne Bild sind an einem blauen bzw. roten Marker erkennbar.
- Datierung: Baubeginn, Fertigstellung, Datum der Erstnennung oder grobe zeitliche Einordnung entsprechend des Eintrags in der sächsischen Denkmaldatenbank
- Beschreibung: Kurzcharakteristik des Kulturdenkmals entsprechend des Eintrags in der sächsischen Denkmaldatenbank, ggf. ergänzt durch die dort nur selten veröffentlichten Erfassungstexte oder zusätzliche Informationen
- ID: Vom Landesamt für Denkmalpflege Sachsen vergebene, das Kulturdenkmal eindeutig identifizierende Objekt-Nummer. Der Link führt zum PDF-Denkmaldokument des Landesamtes für Denkmalpflege Sachsen. Bei ehemaligen Kulturdenkmalen können die Objektnummern unbekannt sein und deshalb fehlen bzw. die Links von aus der Datenbank entfernten Objektnummern ins Leere führen. Ein ggf. vorhandenes Icon  führt zu den Angaben des Kulturdenkmals bei Wikidata.

## Bernsdorf
| Bild                                    | Bezeichnung | Lage                         | Datierung                                       | Beschreibung | ID       |
| --------------------------------------- | --- | ---------------------------- | ----------------------------------------------- | --- | -------- |
|                                         | Gasthof | Dresdner Straße 12 (Karte)   | bezeichnet 1843                                 | Baugeschichtlich von Bedeutung als Fachwerkbau, wichtig für Ortsbild und aus regionalhistorischer Sicht als wichtiger Gasthof. Türportal datiert, Erdgeschoss massiv, Fachwerk-Obergeschoss aufgedoppelt, Darstellung des aufgedoppelten Fachwerks entspricht nicht dem tatsächlich noch darunter befindlichen Fachwerk, trotzdem wichtig für Ortsbild und aus regionalhistorischer Sicht als wichtiger Gasthof. | 09235966 |
| Weitere Bilder                          | Fabrikgebäude und Toreinfahrt mit zwei Plastiken                                                                              | Dresdner Straße 20 (Karte)   | um 1930                                         | Baugeschichtlich, künstlerisch und ortsgeschichtlich von Bedeutung, ehemalige Strumpffabrik, Klinkerbau im Stil der klassischen Moderne, von überregionaler Bedeutung. - Plastiken: im Torbereich beiderseits je eine lebensgroße Plastik – Darstellung eines strickenden Schäfers und eines Bauern mit Sack und Pfeife, aus Rochlitzer Porphyr (Hinweis auf die Gewinnung der Textilfaserrohstoffe) - Fabrikgebäude: Klinkerfassade, Bauhauseinfluss - Pförtnerhaus 2010 nicht mehr vorhanden, heute (2010) Besitzer Firma: TMV – Tröger Metallveredelung bzw. Tröger Leuchten Surface, ehemals VEB Feinstrumpfwerke Oberlungwitz – Produktionsstätte 02. | 09235964 |
| Weitere Bilder                          | Kirche mit Ausstattung, Kirchhof mit Einfriedungsmauer und Denkmal für die Gefallenen des Ersten Weltkrieges auf dem Kirchhof | Hauptstraße (Karte)          | romanisch, später überformt (1857 und 1907)     | Baugeschichtlich, künstlerisch, ortsgeschichtlich und ortsbildprägend von Bedeutung, im Kern romanischer Kirchenbau. - Dorfkirche mit 46 Meter hohem Turm, Westlich erweiterte romanische Anlage, einschiffig mit Holzdecke, zurückspringender Chor und Apsis, über Chor und Westgiebel Dachreiter 1953 restauriert - wertvolle Ausstattung: Kruzifix von Peter Breuer (1515/1520) und romanischer Altaraufbau mit Abendmahlsdarstellung (Anfang 18. Jahrhundert). - 1743 Einbau einer Orgel, 1857 umfassend renoviert, seither heutige Gestalt, seit 1859 mit Jehmlich-Orgel, 1907 erneut verändert | 09235958 |
| Direkt Bild zu diesem Denkmal hochladen | Wohnstallhaus, Scheune und zwei Seitengebäude eines Vierseithofes                                                             | Hauptstraße 32 (Karte)       | 18./19. Jahrhundert                             | Baugeschichtlich, sozialgeschichtlich und wirtschaftsgeschichtlich von Bedeutung, Fachwerkbauten. Verschiefert, äußere Ansicht gut erhalten, hofseitig mehrere Veränderungen, war nicht zugänglich. | 09235671 |
| Direkt Bild zu diesem Denkmal hochladen | Wohnstallhaus, Scheune und Hofeinfriedung mit Toreinfahrt eines ehemaligen Dreiseithofes                                      | Hauptstraße 48 (Karte)       | 2. Hälfte 18. Jahrhundert                       | Baugeschichtlich und wirtschaftsgeschichtlich von Bedeutung, Fachwerkbauten, am Wohnhaus strebenreiches Fachwerk. - Wohnhaus: Fachwerk-Obergeschoss, Satteldach, Giebel verschiefert, guter Originalbestand, Heuaufzug auf Dach, Erdgeschoss massiv, - Scheune: Fachwerk und Fachwerk Drempel, Giebel verschiefert, Drempel verschlagen, Satteldach. | 09235561 |
| Direkt Bild zu diesem Denkmal hochladen | Ehemaliges Wohnstallhaus und Seitengebäude eines Bauernhofes                                                                  | Hauptstraße 60 (Karte)       | um 1750                                         | Baugeschichtlich von Bedeutung, Fachwerkbauten. - Wohnhaus: Fachwerk-Obergeschoss, teilweise verschiefert, Erdgeschoss massiv unterfahren, zu große Fenster, Satteldach, leicht vorkragende Schwelle, abgefast, - Seitengebäude: Verbrettert oder verschiefert, Erdgeschoss massiv unterfahren, eventuell Kumthalle, Tür im Obergeschoss, zu große Fenster. | 09235672 |
| Direkt Bild zu diesem Denkmal hochladen | Wohnstallhaus | Hauptstraße 77 (Karte)       | 2. Hälfte 18. Jahrhundert                       | Baugeschichtlich und ortsbildprägend von Bedeutung, Fachwerkbau. Fachwerk-Obergeschoss, Erdgeschoss massiv, Krüppelwalmdach, guter Originalbestand, traufseitiger Anbau, Milchhäuschen, ein Fenster im Erdgeschoss zu groß, Türgewände umrahmt mit rotgemalten Ziegeln. | 09235673 |
| Direkt Bild zu diesem Denkmal hochladen | Häuslerhaus | Hauptstraße 79 (Karte)       | um 1700                                         | Baugeschichtlich und sozialgeschichtlich von Bedeutung, Fachwerkbau, Konstruktion mit Fußstreben. Fachwerk-Obergeschoss, Satteldach, Erdgeschoss massiv unterfahren um 1800, giebelseitiger Anbau nicht denkmalwürdig, ursprünglich Fensterläden, Fachwerk-Obergeschoss zwei Riegelketten und zwei Fußstreben in Schwelle gezapft und in Ständer geblattet. | 09235675 |
| Direkt Bild zu diesem Denkmal hochladen | Wohnstallhaus und Scheune eines Vierseithofes                                                                                 | Hauptstraße 110 (Karte)      | um 1700                                         | Baugeschichtlich und wirtschaftsgeschichtlich von Bedeutung, Wohnhaus mit schönem Türportal, Fachwerk-Obergeschoss mit altertümlicher Konstruktion (geblattete Kopfstreben), Fachwerk-Scheune ortsbildprägend. - Wohnhaus: Mehrere Bauphasen, Erdgeschoss massiv, Fachwerk-Obergeschoss, Satteldach, Türportal 1841 datiert, im Fachwerk-Obergeschoss geblattete Kopfbänder, K-Streben, gezapfte Kopfbänder, Fachwerk vermutlich in zweiter Hälfte 18. Jahrhundert erneuert durch gezapfte Streben, - Scheune: Fachwerk, guter Erhaltungszustand, Satteldach, Schiebetüren. | 09235674 |
| Direkt Bild zu diesem Denkmal hochladen | Wohnstallhaus eines Vierseithofes                                                                                             | Hauptstraße 114 (Karte)      | bezeichnet 1832                                 | Baugeschichtlich von Bedeutung, strebenreiches Fachwerk-Obergeschoss. Datierung am Türstock, Bauveränderungen an Traufseite, Satteldach, Erdgeschoss mit Garageneinbau und zu große Fenster, Fachwerk gut erhalten. | 09235676 |
| Direkt Bild zu diesem Denkmal hochladen | Wohnstallhaus, Scheune und Stallgebäude eines Vierseithofes                                                                   | Hauptstraße 117 (Karte)      | 1792 laut Auskunft, später überformt            | Baugeschichtlich, wirtschaftsgeschichtlich und sozialgeschichtlich von Bedeutung, dorfbildprägende Fachwerkbauten. - Fachwerk-Obergeschoss erhalten, Erdgeschosse massiv, Wohnhaus entstellend modernisiert, zweite Hälfte 18. Jahrhundert, - Stall: Fachwerk-Obergeschoss mit Tür, Satteldach, 19. Jahrhundert, - Scheune: Fachwerk, Satteldach, - Ortsbildprägender Hof, Giebel Wohnhaus schön verschiefert, nur im Erdgeschoss Anbauten. | 09235967 |
| Direkt Bild zu diesem Denkmal hochladen | Ehemaliger Gasthof, heute Wohnhaus                                                                                            | Hauptstraße 126 (Karte)      | 1. Hälfte 19. Jahrhundert, später überformt     | Baugeschichtlich und ortsbildprägend von Bedeutung, Fachwerk-Obergeschoss verschiefert mit schönen Ornamenten. Verschiedene Bauphasen, rechter Bauteil aus der Zeit um 1905, linker Bauteil um 1800, Fachwerk-Obergeschoss verschiefert mit schönen Ornamenten, Erdgeschoss massiv, Krüppelwalmdach, Erdgeschoss umgebaut. | 09235965 |
| Direkt Bild zu diesem Denkmal hochladen | Zwei Seitengebäude und Scheune eines Vierseithofes sowie Hofpflasterung                                                       | Hauptstraße 133 (Karte)      | bezeichnet 1869 (Auszüglerhaus)                 | Baugeschichtlich und wirtschaftsgeschichtlich von Bedeutung, ortsbildprägende Fachwerkbauten, ein Seitengebäude mit zwei Portalen. - Seitengebäude: 1869, massiv, - Scheune: Fachwerk teilweise massiv, - Straßenseitiges Seitengebäude: Fachwerk-Obergeschoss, Erdgeschoss massiv, Garageneinbau, vor 1800, Krüppelwalmdach, auch Scheune Krüppelwalmdach, Seitengebäude von 1869 Auszüglerhaus. | 09235963 |
| Direkt Bild zu diesem Denkmal hochladen | Häuslerhaus | Hauptstraße 144 (Karte)      | vor 1800                                        | Bau- und sozialgeschichtlich von Bedeutung, Fachwerkbau. Fachwerk-Obergeschoss, Erdgeschoss massiv, Satteldach, guter Erhaltungszustand, modernisiert, liegendes Dachfenster. | 09235962 |
|                                         | Pfarrhaus (Nr. 151), Seitengebäude (Nr. 153), Scheune und Torbogen des Pfarrhofes                                             | Hauptstraße 151; 153 (Karte) | bezeichnet 1787                                 | Baugeschichtlich, ortsgeschichtlich und ortsbildprägend von Bedeutung, barockes Ensemble von Fachwerkbauten, schönes Segmentbogenportal, Scheune verbretterter Fachwerkbau um 1700, sehr schönes original erhaltenes Gebäude. - Pfarrhaus: 1787, - Torbogen: 1784, - Seitengebäude: Türgewände bezeichnet 1824, vermutlich Ende 18. Jahrhundert, - Scheune: Fachwerk um 1700, verbrettert, sehr schönes original erhaltenes Gebäude mit Satteldach, - Seitengebäude: Krüppelwalmdach, Erdgeschoss massiv, Fachwerk-Obergeschoss, Türportal siehe oben, drei Fenstergewände und Fachwerk zeitiger als Türportal, - Pfarrhaus: Fachwerk-Obergeschoss, Krüppelwalmdach, Giebel Fachwerk-Obergeschoss, Erdgeschoss massiv, Obergeschoss verkleidet, schöne originale Fenstergewände, Haustür 19. Jahrhundert. | 09235961 |
| Direkt Bild zu diesem Denkmal hochladen | Wohnstallhaus, zwei Stallgebäude und Scheune eines Vierseithofes                                                              | Hauptstraße 174 (Karte)      | 2. Hälfte 18. Jahrhundert                       | Baugeschichtlich, sozialgeschichtlich und wirtschaftsgeschichtlich von Bedeutung, Fachwerkbauten, ein Stallgebäude mit seltener Kumthalle, Vierseithof in beeindruckender Geschlossenheit in markanter Lage unmittelbar am Kirchhof. - Wohnhaus: 2. Hälfte 18. Jahrhundert, Fachwerk-Obergeschoss, Erdgeschoss massiv unterfahren nach 1800, sehr hohes und schönes Krüppelwalmdach mit drei stehenden Gauben, - Stall: Zweibogige Kumthalle mit Säule, Satteldach, schlichtes Fachwerk, Tür im Obergeschoss, um 1850, Giebel verschiefert, - Scheune: Fachwerk Drempel, um 1800, Satteldach, Giebel verkleidet, Fachwerk, Pferdestall, - Zweites Stallgebäude: Satteldach, Fachwerk-Obergeschoss, Erdgeschoss massiv, Giebeldreieck verschiefert, Traufseite verkleidet.                                 | 09235957 |
| Direkt Bild zu diesem Denkmal hochladen | Wohnstallhaus, Scheune und Toreinfahrt eines Dreiseithofes                                                                    | Hauptstraße 179 (Karte)      | um 1905                                         | Baugeschichtlich und wirtschaftsgeschichtlich von Bedeutung, interessant gestalteter Bauernhof der Zeit um 1905, mit Fachwerkelementen. - Stall: Erdgeschoss massiv, Fachwerk-Obergeschoss teilweise verbrettert, Satteldach, Stallgebäude vor 2010 baulich so stark verändert, daher als Abbruch verzeichnet. - Scheune: Fachwerk-Obergeschoss verbrettert, schöne Türen mit Verzierungen, vermutlich um 1900. - Wohnhaus: Um 1905, massiv, schöne Haustür, teilweise originale Fenster mit Sprossenteilung in Oberlichtern, Krüppelwalmdach, Anbau und ein zu großes Fenster, Giebel Kunststofffenster. | 09235955 |
| Direkt Bild zu diesem Denkmal hochladen | Wohnstallhaus und Seitengebäude eines Vierseithofes                                                                           | Hauptstraße 182 (Karte)      | 2. Hälfte 18. Jahrhundert                       | Baugeschichtlich und wirtschaftsgeschichtlich von Bedeutung, Fachwerkbauten. - Wohnhaus: Fachwerk-Obergeschoss, Erdgeschoss massiv, eventuell unterfahren, 2. Hälfte 18. Jahrhundert, im Erdgeschoss zu großes Fenster, Giebel verschiefert, Tor um 1900 (Tor vor 2010 beseitigt), * Scheune oder Seitengebäude: Fachwerk-Obergeschoss, Erdgeschoss massiv, Satteldach, 2. Hälfte 19. Jahrhundert. | 09235956 |
| Direkt Bild zu diesem Denkmal hochladen | Häuslerhaus | Hauptstraße 195 (Karte)      | 1. Hälfte 19. Jahrhundert                       | baugeschichtlich und sozialgeschichtlich von Bedeutung, Fachwerkbau. Fachwerk-Obergeschoss, Erdgeschoss massiv, Satteldach. | 09235952 |
| Direkt Bild zu diesem Denkmal hochladen | Wohnstallhaus und Scheune eines Vierseithofes                                                                                 | Hauptstraße 196 (Karte)      | bezeichnet 1736                                 | Baugeschichtlich und wirtschaftsgeschichtlich von Bedeutung, Fachwerkbauten. - Wohnhaus: 1736 datiert, steiles Satteldach, Fachwerk strebenreich, gezapft, profilierte Schwelle, Erdgeschoss massiv, entstellt, am Stallteil originales Türportal, beide Giebel Fachwerk, Traufseite zur Straße massiv, - Scheune: Gleiche Bauzeit, gut erhalten, Satteldach, Stall im Wohnhaus mit Kreuzgewölbe, bildet einen Vierseithof mit Nummer 194, Stallgewölbe wegen Baufälligkeit 2010 beseitigt. | 09235954 |
| Direkt Bild zu diesem Denkmal hochladen | Häuslerhaus | Hauptstraße 199 (Karte)      | nach 1800                                       | Baugeschichtlich und sozialgeschichtlich von Bedeutung, Fachwerkbau, Türportal mit gerader Verdachung. Fachwerk-Obergeschoss verkleidet, Erdgeschoss massiv, Tür- und Fenstergewände nach 1800, Satteldach, drei sehr schöne Gauben (ehemals), giebelseitiger Anbau Garage, Fenster und Tür modernisiert, nachträgliche Datierung „Anno 1600“ nicht nachvollziehbar, guter Originalzustand. | 09235953 |
| Direkt Bild zu diesem Denkmal hochladen | Wohnstallhaus und Scheune eines Bauernhofes                                                                                   | Hauptstraße 201 (Karte)      | um 1700                                         | Baugeschichtlich von Bedeutung, bemerkenswerte Fachwerkbauten der Zeit um 1700. - Wohnhaus: Um 1700, nachträglicher Anbau, Fachwerk-Obergeschoss, Erdgeschoss massiv unterfahren, Satteldach, Schwelle abgefast, zwei Riegelreihen, geblattete Kopfbänder und geblattete Fußstreben, am Erweiterungsbau gezapfte Holzverbindungen, eventuell um 1800, im Erdgeschoss Tür mit Klinker umrahmt, - Scheune: Satteldach, Fachwerk holzverkleidet oder teilweise massiv, an rückwärtiger Traufseite Holzverbindungen durch Verblatten hergestellt, vermutlich nachträglich verlängert, gleiche Bauzeit. | 09235949 |
| Direkt Bild zu diesem Denkmal hochladen | Stallgebäude (mit Oberlaube) eines ehemaligen Vierseithofes                                                                   | Hauptstraße 206 (Karte)      | 2. Hälfte 18. Jahrhundert                       | Baugeschichtlich von Bedeutung, Fachwerkbau mit seltener Oberlaube. Mit Oberlaube, Erdgeschoss massiv, Fachwerk-Obergeschoss, Oberlaube in einer Flucht, verziert, Satteldach, Giebel verkleidet, nie überkragend, sechsbogige Oberlaube, Kielbogen an Laube, gezapfte Knaggen, Erdgeschoss Garageneinbau, neben Oberlaube im Obergeschoss Kammern, im Hof ursprünglich zweites Seitengebäude mit Oberlaube, heute abgebrochen. | 09235950 |
| Direkt Bild zu diesem Denkmal hochladen | Wohnstallhaus, Seitengebäude und Scheune eines Bauernhofes                                                                    | Hauptstraße 221 (Karte)      | 2. Hälfte 18. Jahrhundert                       | Baugeschichtlich, sozialgeschichtlich und wirtschaftsgeschichtlich von Bedeutung, Fachwerkbauten, strebenreiches Fachwerk. - Wohnhaus: Erdgeschoss massiv, Fachwerk-Obergeschoss, steiles Satteldach, liegender Dachstuhl, strebenreiches Fachwerk, 2. Hälfte 18. Jahrhundert, - Seitengebäude: Ursprünglich Stall, Erdgeschoss massiv, Garageneinbau, gleiche Bauzeit, Fachwerk-Obergeschoss, strebenreich, Tür im Obergeschoss, Satteldach, - Scheune: Fachwerk teilweise verkleidet, Satteldach. | 09235948 |
| Direkt Bild zu diesem Denkmal hochladen | Wohnhaus mit angebautem Seitenflügel                                                                                          | Hauptstraße 223 (Karte)      | 2. Hälfte 18. Jahrhundert                       | baugeschichtlich und sozialgeschichtlich von Bedeutung, Fachwerkbau. Fachwerk-Obergeschoss, Erdgeschoss massiv, beide Hausteile Satteldach, Seitenflügel ist nachträgliche Hauserweiterung, guter Originalbestand, wichtig für Ortsbild, Gefache des Fachwerk-Obergeschoss falsch. verputzt | 09235947 |
| Direkt Bild zu diesem Denkmal hochladen | Häuslerhaus | Hauptstraße 224 (Karte)      | 1. Hälfte 19. Jahrhundert                       | Baugeschichtlich und sozialgeschichtlich von Bedeutung, Fachwerkbau mit markantem Dachhäuschen. Fachwerk-Obergeschoss, zur Straße verkleidet, am Giebel Fachwerkanbau. | 09303158 |
|                                         | Wohnhaus mit Scheune | Hauptstraße 239 (Karte)      | 2. Hälfte 18. Jahrhundert                       | Baugeschichtlich und ortsgeschichtlich von Bedeutung, im Zusammenhang zu benachbarter Fabrik stehend. Teilweise massiv, Giebeldreieck Fachwerk, Krüppelwalm-Mansarddach, Scheune: Fachwerk, Krüppelwalm-Mansarddach, Zusammenhang zu Fabrik. | 09235945 |
| Direkt Bild zu diesem Denkmal hochladen | Textilfabrikanlage mit Verwaltungsgebäude, Fabrikgebäude und Reithalle sowie Einfriedungsmauer zum Fabrikhof.                 | Hauptstraße 243; 245 (Karte) | nach 1850, überformt und erweitert 1920er Jahre | Teils historistisch, teils Reformstil der Zeit um 1910, baugeschichtlich und ortsgeschichtlich von Bedeutung. Verschiedene Bauphasen, Teil Gebäude mit waagerechter Fensterverdachung, vermutlich um 1850, schöne originale Haustür um 1850. | 09235944 |
| Direkt Bild zu diesem Denkmal hochladen | Wohnhaus und Einfriedung eines Bauernhofes                                                                                    | Inselbauer 1 (Karte)         | 1. Hälfte 19. Jahrhundert                       | Baugeschichtlich von Bedeutung, mit verkleidetem Fachwerkobergeschoss, wichtig für Ortsbild. Fachwerk-Obergeschoss, Krüppelwalmdach, Erdgeschoss massiv, zwei zu große Fenster, Obergeschoss verkleidet, wichtig für Ortsbild. | 09235855 |

## Hermsdorf
| Bild                                    | Bezeichnung | Lage                                 | Datierung                                   | Beschreibung | ID       |
| --------------------------------------- | --- | ------------------------------------ | ------------------------------------------- | --- | -------- |
| Direkt Bild zu diesem Denkmal hochladen | Häuslerhaus | Bachstraße 7 (Karte)                 | um 1800                                     | Baugeschichtlich und sozialgeschichtlich von Bedeutung, Fachwerkhaus (Fachwerk verkleidet). Krüppelwalmdach, Fachwerk-Obergeschoss, teilweise verkleidet, Erdgeschoss massiv, guter Erhaltungszustand. | 09235841 |
| Direkt Bild zu diesem Denkmal hochladen | Häuslerhaus | Bachstraße 39 (Karte)                | 1. Hälfte 19. Jahrhundert                   | Baugeschichtlich und sozialgeschichtlich von Bedeutung, Fachwerkbau (verschiefert) mit bewegter Dachlandschaft. Fachwerk-Obergeschoss, verschiefert, Krüppelwalmdach, Erdgeschoss massiv, am Türgewände verändert. | 09235844 |
| Direkt Bild zu diesem Denkmal hochladen | Häuslerhaus | Bachstraße 41 (Karte)                | 1. Hälfte 19. Jahrhundert                   | Baugeschichtlich und sozialgeschichtlich von Bedeutung, Fachwerkbau (verkleidet). Fachwerk-Obergeschoss verkleidet, Erdgeschoss massiv, Fenstergewände erhalten, Reste des Türgewändes, Satteldach. | 09235845 |
| Direkt Bild zu diesem Denkmal hochladen | Wohnstallhaus (Nr. 1), Seitengebäude (Nr. 1a) und Torbogen eines ehemaligen Vierseithofes | Obere Hauptstraße 1; 1a (Karte)      | 2. Hälfte 18. Jahrhundert                   | Baugeschichtlich, sozialgeschichtlich und wirtschaftsgeschichtlich von Bedeutung, Fachwerkbauten. Am Torbogen bezeichnet „1791“, - Wohnhaus: Fachwerk-Obergeschoss, Satteldach, Tür im Obergeschoss, ein zu großes Fenster, 2. Hälfte 18. Jahrhundert, - Seitengebäude: Fachwerk-Obergeschoss Tür im Obergeschoss, Erdgeschoss massiv, vermutlich unterfahren, Satteldach, ortsbildprägend, eventuell 1791 wie Datierung am Torbogen, Giebel und eine Traufseite verbrettert. | 09235840 |
| Direkt Bild zu diesem Denkmal hochladen | Zwei Seitengebäude und Scheune eines Vierseithofes sowie Toreinfahrt und Pforte zum Garten | Obere Hauptstraße 4 (Karte)          | 2. Hälfte 18. Jahrhundert                   | Baugeschichtlich und wirtschaftsgeschichtlich von Bedeutung, Fachwerkbauten (teilweise verschiefert). - Scheune: Fachwerk und Fachwerkdrempel, Satteldach, Drempel verbrettert, - Beide Seitengebäude: Strebenreiches Fachwerk-Obergeschoss, gezapfte Holzverbindungen, Erdgeschoss massiv, leicht entstellt, teilweise verschiefert, Satteldächer, ein Giebel des einen Hauses massiv, wichtig für Ortsbild, schönes Türportal an Pforte mit Schlussstein, Stichbogenportal. | 09235859 |
| Direkt Bild zu diesem Denkmal hochladen | Seitengebäude eines ehemaligen Dreiseithofes | Obere Hauptstraße 5 (Karte)          | 1. Hälfte 18. Jahrhundert                   | Bau- und wirtschaftsgeschichtlich von Bedeutung, Fachwerkbau. Fachwerk-Obergeschoss, gezapfte Kopfbänder, Tür im Obergeschoss, eventuell ursprünglich dreibogige Oberlaube, später angebautes Seitengebäude: Tür im Obergeschoss, Mitte 18. Jahrhundert, Satteldach, Giebelseite verkleidet, Erdgeschoss massiv. | 09235858 |
| Direkt Bild zu diesem Denkmal hochladen | Wohnstallhaus, Seitengebäude und Hofpflasterung eines Vierseithofes | Obere Hauptstraße 8 (Karte)          | 2. Hälfte 18. Jahrhundert, spätere Umbauten | Baugeschichtlich, sozialgeschichtlich und wirtschaftsgeschichtlich von Bedeutung, zum Teil in Fachwerk. Wohnhaus: Erdgeschoss massiv um 1820, Krüppelwalmdach, Tür im Obergeschoss, Giebel 2. Hälfte 19. Jahrhundert, sehr guter Originalzustand, Schwelle mit Abfasung. | 09235852 |
| Direkt Bild zu diesem Denkmal hochladen | Lagerhalle | Obere Hauptstraße 8a (Karte)         | 1. Hälfte 20. Jahrhundert                   | Baugeschichtlich und wirtschaftsgeschichtlich von Bedeutung, Fachwerkbau des frühen 20. Jahrhunderts im Heimatstil. Gegenüber dem Bauernhof Obere Hauptstraße 8. | 09303156 |
| Direkt Bild zu diesem Denkmal hochladen | Wohnstallhaus eines Vierseithofes | Obere Hauptstraße 15a (Karte)        | um 1700                                     | Baugeschichtlich und sozialgeschichtlich von Bedeutung, Fachwerkbau. Wohnhaus: Fachwerk-Obergeschoss, Erdgeschoss massiv, Blattsassen, Erdgeschoss massiv unterfahren, Hinweise auf Umgebinde wie Blattsassen und erhaltene Holzdecke in Stube, Satteldach, traufseitiger Anbau, barocke Kreuzstockfenster, Reste beider Portale, Giebelseite verschiefert (ehemals). | 09235857 |
| Direkt Bild zu diesem Denkmal hochladen | Wohnstallhaus, Seitengebäude und Torbogen eines Vierseithofes | Obere Hauptstraße 23 (Karte)         | um 1800                                     | Baugeschichtlich, sozialgeschichtlich und wirtschaftsgeschichtlich von Bedeutung, Fachwerkbauten, das Seitengebäude mit Oberlaube. - Wohnhaus: Krüppelwalmdach, nicht gut erhalten, Fachwerk-Obergeschoss verkleidet, Erdgeschoss massiv und verändert, Garageneinbau, - Seitengebäude: Kreuzgewölbe, Fachwerk-Obergeschoss, Krüppelwalmdach, 1630 laut mündlicher Information vierbogige Oberlaube zugeschlagen mit geblatteten Kopfbändern, Erdgeschoss massiv unterfahren, Torbogen mit Bruchstein und Ziegelmauerwerk. | 09235850 |
| Direkt Bild zu diesem Denkmal hochladen | Denkmal für die Gefallenen des 1. Weltkrieges | Obere Hauptstraße 23 (neben) (Karte) | nach 1918 (Kriegerdenkmal)                  | Ortsgeschichtlich von Bedeutung. Kleine Anlage mit Steinbänken. | 09235851 |
| Direkt Bild zu diesem Denkmal hochladen | Wegestein | Obere Hauptstraße 31 (bei) (Karte)   | 19. Jahrhundert                             | Verkehrsgeschichtlich von Bedeutung. Stark verwitterter Wegestein (Inschriften unleserlich), mit zwei eingemeißelten Händen, welche die Richtung anzeigen. | 09303159 |
| Direkt Bild zu diesem Denkmal hochladen | Wohnstallhaus und Seitengebäude eines ehemaligen Vierseithofes | Obere Hauptstraße 37 (Karte)         | 2. Hälfte 18. Jahrhundert                   | Baugeschichtlich, sozialgeschichtlich und wirtschaftsgeschichtlich von Bedeutung, Fachwerkbauten. Fachwerk-Obergeschoss, Erdgeschoss massiv, Krüppelwalmdach, - Wohnhaus: Zu große Fenster im Erdgeschoss, ursprünglich Umgebindehaus, massiv unterfahren, Fachwerk-Obergeschoss 2. Hälfte 18. Jahrhundert, sehr guter Originalzustand, wichtig für Ortsbild, - Seitengebäude: Verschiefert Obergeschoss und Tür im Obergeschoss, Garagen, guter Originalzustand. | 09235847 |
| Direkt Bild zu diesem Denkmal hochladen | Wohnstallhaus eines ehemaligen Vierseithofes | Obere Hauptstraße 44 (Karte)         | 2. Hälfte 18. Jahrhundert                   | Baugeschichtlich und sozialgeschichtlich von Bedeutung, strebenreiches Fachwerk. Fachwerk-Obergeschoss, Erdgeschoss massiv, dominante Lage, wichtig für Ortsbild, ein Giebel verschlagen, Krüppelwalmdach, neben Haustür Treppenhausfenster. | 09235846 |
| Direkt Bild zu diesem Denkmal hochladen | Spinnerei, Gebäudekomplex bestehend aus Fabrikationsgebäude und kleinem Fachwerkgebäude, einst Mühle, sowie Stützmauer zur Straße und Bergkeller                                                                             | Obere Hauptstraße 54 (Karte)         | Anfang 19. Jahrhundert                      | Baugeschichtlich, ortsgeschichtlich, technik- und industriegeschichtlich von Bedeutung, ein hervorragendes Beispiel für einen frühen Industriebau mit schönem Portal und Segmentbogentor. Angebautes, kleines, zweigeschossiges Fachwerk Haus, Fachwerk-Obergeschoss, um 1800, Erdgeschoss massiv, Satteldach, Hauptgebäude: vermutlich Fabrikationsgebäude, 1. Drittel 19. Jahrhundert, massiv, Erdgeschoss Bruchstein, Obergeschoss teilweise Ziegelmauerwerk mit Eckquaderung, Putzfassade, schöne Tür- und Torportale, originale Türen, Fenstergewände, dreigeschossig. | 09235854 |
| Direkt Bild zu diesem Denkmal hochladen | Wohnstallhaus, zwei Seitengebäude und Scheune eines Vierseithofes sowie zwei Torbögen zum Hof und Hofpflasterung | Waldenburger Straße 6 (Karte)        | 2. Hälfte 18. Jahrhundert                   | Baugeschichtlich, sozialgeschichtlich, wirtschaftsgeschichtlich und ortsbildprägend von Bedeutung, größtenteils Fachwerkbauten, Seitengebäude im Hof mit seltenem Turmanbau. - Wohnhaus: Fachwerk-Obergeschoss, Erdgeschoss massiv – Bruchsteinmauerwerk, Krüppelwalmdach, Erdgeschoss um 1820 mit erhaltenen Tür- und Fenstergewänden, zu große Fenster im Erdgeschoss, Türportal mit waagerechtem Gebälk und Zahnschnitt sowie Schlussstein, Fenstergewände mit einer Hohlkehle aus Hilbersdorfer Porphyrtuff, Fensterlaibungen im Inneren mit Korbbögen als Abschluss der Fensterlaibungen, im Erdgeschoss gab es noch Käsestube mit Kreuzgratgewölbe, Stall mit Kreuzgratgewölbe, später unterteilt worden, zwei Rundsäulen erhalten, Treppe zwischen Erdgeschoss und Obergeschoss aus Stein – nicht original, ins Dachgeschoss führt Holzstiege mit Einschubbrettern, Kehlbalkendach mit zusätzlichen Hahnebalken, einfach stehender Stuhl und liegender Stuhl, gezapfte Holzverbindungen, im oberen Dachbereich einfach stehender Stuhl mit aufgeblatteten Kopfstreben, Fachwerk holzreich und engstielig, Eckstreben gezapft, teilweise waren hölzerne Fensterläden erhalten, im Obergeschoss Kammergang, welcher heute in zwei Wohnungen geteilt ist, Haus steht giebelseitig zur Straße, - Tor mit Schlussstein, bezeichnet „1826“ mit Pforte, weiterer Torbogen mit Tor, - Erstes Seitengebäude: ausgebauter und veränderter Stall, Fachwerk-Obergeschoss um 1800, Treppe ins Obergeschoss, mit Türmchen, Helmdach, Satteldach, Heuaufzug. Scheune: Bruchsteinmauerwerk – massiv, um 1800, Krüppelwalmdach, im Inneren Spreukammer, eine Tenne mit Bohlenbelag, Kehlbalkendach mit einfach stehendem Stuhl, gezapfte Holzverbindungen, Rundbogenportal und Rechteckportal, ein tonnengewölbter Keller (halb eingetieft), im Erdgeschoss ehem. Pferdestall mit Futterkrippen, Kappengewölbe auf Gurtbögen, Holzstiege zum Dachgeschoss mit Einschubbrettern, keine ursprüngliche Dachdeckung erhalten, Scheune ist Stallscheune, - Zweites Seitengebäude: Durchfahrt, Fachwerk-Obergeschoss, Erdgeschoss massiv, Giebel verkleidet, Krüppelwalmdach, 2. Hälfte 18. Jahrhundert, Schiebefenster, wichtig für Ortsbild, einer der wenigen gut erhaltenen Höfe im Ort, dominante Lage, Denkmalwert: Ortsbildprägend, heimatgeschichtlich, Vollständigkeit Hofanlage, guter Originalzustand. | 09235853 |
| Direkt Bild zu diesem Denkmal hochladen | Mühle, Gebäudekomplex bestehend aus Müllerwohnhaus, zwei hintereinander liegenden Mühlengebäuden, dem Silogebäude, dem Mühlgraben und dem Mühlteich (teilweise auf der Gemarkung Gersdorf, Ort: Gersdorf, Straße: Mühlsteig) | Waldenburger Straße 14 (Karte)       | 19. Jahrhundert                             | Baugeschichtlich, ortsgeschichtlich und wirtschaftsgeschichtlich von Bedeutung, ortsbildprägender Siloturm. Keine technische Ausstattung mehr vorhanden, Siloturm mit ortsbildprägender Wirkung und gutem Originalzustand, Herrenhaus ebenfalls guter Originalzustand, Mühlenkomplex liegt in zwei Gemeinden: Bernsdorf und Gersdorf, davon Gemarkung Hermsdorf (Flstk. 120a, 307) und Gemarkung Gersdorf (Flstk. 12, 978). | 09236150 |

## Rüsdorf
| Bild                                    | Bezeichnung                                                          | Lage                           | Datierung                 | Beschreibung | ID       |
| --------------------------------------- | -------------------------------------------------------------------- | ------------------------------ | ------------------------- | --- | -------- |
| Direkt Bild zu diesem Denkmal hochladen | Wohnstallhaus und Scheune eines Dreiseithofes                        | Untere Hauptstraße 4 (Karte)   | 2. Hälfte 18. Jahrhundert | Fachwerkbauten, Scheune mit aufwändiger Giebelgestaltung, baugeschichtlich und wirtschaftsgeschichtlich von Bedeutung | 09304320 |
| Direkt Bild zu diesem Denkmal hochladen | Häuslerhaus                                                          | Untere Hauptstraße 9 (Karte)   | um 1700                   | Baugeschichtlich und sozialgeschichtlich von Bedeutung, Fachwerkbau mit altertümlicher Konstruktion und rekonstruiertem Umgebinde. Fachwerk-Obergeschoss, WG massiv unterfahren, an Schwelle Schiffchenkehle, vermutlich ursprünglich mit Blockstube, Satteldach, kleiner traufseitiger Anbau, geblattete Kopfstreben, geblattete Fußstreben, Garagenanbau, ein zu großes Fenster.                                                                                          | 09235681 |
| Direkt Bild zu diesem Denkmal hochladen | Wohnhaus und Stallgebäude eines ehemaligen Vierseithofes             | Untere Hauptstraße 12 (Karte)  | 2. Hälfte 18. Jahrhundert | baugeschichtlich, sozialgeschichtlich und wirtschaftsgeschichtlich von Bedeutung, Fachwerkbauten, Stall mit seltener Oberlaube. - Wohnhaus: Fachwerk-Obergeschoss, strebenreich, guter Originalbestand, Erdgeschoss massiv, Korbbögen an Fenstern, Krüppelwalmdach, ursprünglich Tür im Obergeschoss, - Stallgebäude: Vierbogige Oberlaube, Eselsrückenmotiv, Satteldach, Erdgeschoss massiv, guter Bauzustand, Knaggen am Laubengang gezapft, einziger Laubengang im Dorf. | 09235679 |
| Direkt Bild zu diesem Denkmal hochladen | Wohnhaus eines Bauernhofes                                           | Untere Hauptstraße 22b (Karte) | 2. Hälfte 18. Jahrhundert | Baugeschichtlich von Bedeutung, Fachwerkbau. Krüppelwalmdach, Fachwerk-Obergeschoss, Erdgeschoss massiv. | 09235680 |
| Direkt Bild zu diesem Denkmal hochladen | Häuslerhaus                                                          | Untere Hauptstraße 27 (Karte)  | um 1800                   | Baugeschichtlich und sozialgeschichtlich von Bedeutung, mit Fachwerk-Obergeschoss, wichtig für Ortsbild. Erdgeschoss massiv unterfahren, Satteldach, Fachwerk-Obergeschoss, Giebel verkleidet, im Erdgeschoss verändert, wichtig für Ortsbild. | 09235683 |
| Direkt Bild zu diesem Denkmal hochladen | Müllerwohnhaus, gehört zur benachbarten Mühle (Nr. 35, kein Denkmal) | Untere Hauptstraße 37 (Karte)  | 2. Hälfte 18. Jahrhundert | Ortsgeschichtlich von Bedeutung. Fachwerk-Obergeschoss, Erdgeschoss massiv, Krüppelwalmdach, strebenreiches Fachwerk, gezapfte Holzverbindungen, Schwelle gefast, zwei Türen mit Türportalen, geteilte Haustüren, Obergeschoss kragt über Erdgeschoss über, ein Giebel massiv, leichte Bauveränderungen. | 09235686 |
| Direkt Bild zu diesem Denkmal hochladen | Wohnstallhaus eines ehemaligen Dreiseithofes                         | Untere Hauptstraße 40 (Karte)  | 2. Hälfte 18. Jahrhundert | baugeschichtlich von Bedeutung, Fachwerkbau. Krüppelwalmdach, Giebel verschiefert, Erdgeschoss massiv mit zu großen Fenstern. | 09235684 |
| Direkt Bild zu diesem Denkmal hochladen | Häuslerhaus                                                          | Untere Hauptstraße 41 (Karte)  | 2. Hälfte 18. Jahrhundert | baugeschichtlich und sozialgeschichtlich von Bedeutung, Fachwerkbau im weitgehenden Originalzustand. Satteldach, Fachwerk-Obergeschoss teilweise verbrettert, gezapfte Streben, Tür im Obergeschoss, Erdgeschoss massiv, eventuell unterfahren, originales Schiebefenster oder zweiflüglige, sechsteilige Fenster. | 09235685 |